# Lecanopteris balgooyi
Lecanopteris balgooyi là một loài dương xỉ trong họ Polypodiaceae. Loài này được Hennipman mô tả khoa học đầu tiên năm 1986.
Danh pháp khoa học của loài này chưa được làm sáng tỏ. 